# جيمس كونانت
جيمس براينت كونانت (بالإنجليزية: James Bryant Conant) كان رئيس جامعة هارفارد من عام 1933 إلى عام 1953، ثم كان المندوب السامي الأمريكي لألمانيا الغربية، حيث اختاره لهذا المنصب آيزنهاور.
ولد بولاية ماساشوستس عام 1893 وتعلم في هارفارد ونال درجاته العلمية منها ومن هذه درجة الدكتوراه في الفلسفة عام 1916 ونال من بعد ذلك درجات للشرف أخرى من من جامعات أمريكية وغير أمريكية، بدأ حياته معلماً للكيمياء ثم صار رئيس قسم الكيمياء بجامعة هارفارد عام 1931، ولم تمض عليه سنتان حتى صار رئيساً لجامعة هارفارد.
مؤلف لبضعة من الكتب الفنية في الكيمياء والعلوم عامة أشهرها كتابه مواقف بارزة في تاريخ العلم.

## روابط خارجية
- جيمس كونانت على موقع الموسوعة البريطانية (الإنجليزية)
- جيمس كونانت على موقع مونزينجر (الألمانية)
- جيمس كونانت على موقع إن إن دي بي (الإنجليزية)